# 栋热
栋热（法語：Donjeux，法語發音：[dɔ̃ʒø]）是法国上马恩省的一个市镇，属于圣迪济耶区。

## 地理
栋热（48°21'50"N, 5°9'20"E）面积12.84 平方千米，位于法国大東部大區上马恩省，该省份为法国东北部内陆省份，北起马恩省和默兹省，西接奥布省，西南接科多尔省，东南接上索恩省，东临孚日省。
与栋热接壤的市镇（或旧市镇、城区）包括：居德蒙-维利耶、马恩河畔米塞、马恩河畔鲁夫鲁瓦、圣于尔班-马孔库尔、叙沃圣于尔班、杜兰库尔-索库尔。

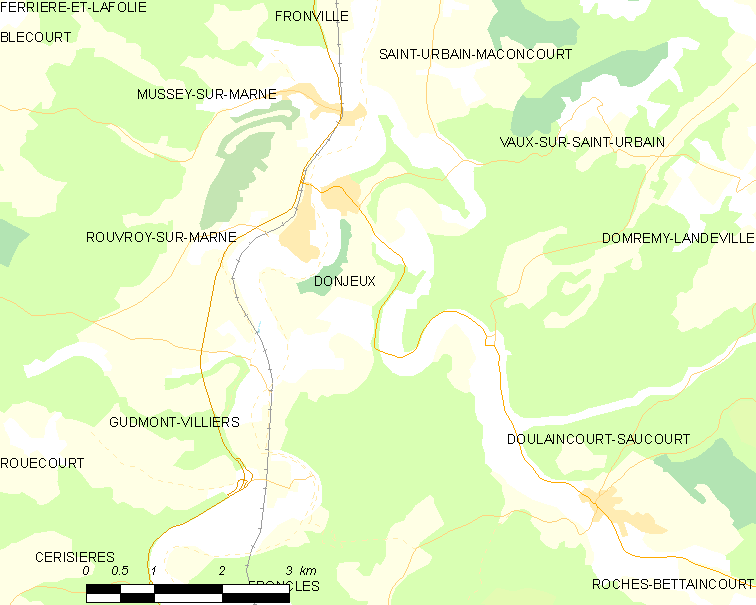
栋热的OSM定位图

栋热的时区为UTC+01:00、UTC+02:00（夏令时）。

## 行政
栋热的邮政编码为52300，INSEE市镇编码为52175。

## 政治
栋热所属的省级选区为茹安维尔县。

## 人口

1962-2008年间栋热人口变化图示

栋热于2022年1月1日时的人口数量为381人。